# Peter Leonhardt (Architekt)
Peter Leonhardt (* 22. September 1924 in Nürnberg; † 18. Januar 2005 daselbst) war ein deutscher Architekt, der von 1954 bis 1986 in Franken zahlreiche Kirchenbauten nach den Grundsätzen des Zweiten Vatikanischen Konzils schuf.

## Leben und Wirken
Peter Leonhardt war ein Sohn des Architekten Winfried Leonhardt, dessen Architekturbüro er 1961 übernahm.
1942 wurde er zum Kriegsdienst eingezogen. Er wurde verwundet, geriet in Kriegsgefangenschaft und kehrte 1947 nach Nürnberg zurück.
Von 1949 bis 1953 studierte er an der Technischen Hochschule München Architektur (u. a. bei Hans Döllgast) und erwarb als Abschluss den akademischen Grad eines Diplom-Ingenieurs.

## Bauten und Entwürfe
„Allein 18 große Kirchen baute er in Nordbayern – und zehn kleinere. Oft entwarf er dazu Kindergärten, Gemeindezentren und Pfarrhäuser. Vier Altenheime und drei Friedhofsgebäude stammen von ihm (…) Wohnungen und Reihenhäuser für Siedlungswerke entwarf er, ein Mehrfamilienhaus in Nürnberg und ein Dutzend Privathäuser in der Region.“

Für die Ausstattung seiner Kirchenbauten zog er Künstler seiner Generation hinzu, u. a. Paul Lankes, Michael Mathias Prechtl, Rudolf Wachter und Egino Weinert.
- 1954–1956: Kirche Allerheiligen in Nürnberg (Erzdiözese Bamberg)
- 1956–1958: Kirche St. Wolfgang in Nürnberg (Erzdiözese Bamberg), unverputztes Ziegel-Mauerwerk
- 1957–1959: Kirche Verklärung Christi in Forchheim, Joseph-Otto-Platz 18 (Erzdiözese Bamberg; unter Denkmalschutz)
Die Kirche war noch ein Langbau, wenngleich mit einer weit vorgezogenen Altarinsel mit Volksaltar, danach plante Leonhardt Zentralbauten in vielen Varianten.
- 1958–1959: Kirche Maria Königin in Kornburg bei Nürnberg, Seckendorfstraße (Diözese Eichstätt)
- 1960–1963: Kirche Heilig Geist in Wassertrüdingen (Diözese Eichstätt)
- 1961–1963: Kirche St. Otto in Schnabelwaid (Diözese Regensburg)
- 1962–1965: Kirche Christkönig in Burgthann (Diözese Eichstätt)[3]
- 1963: Kirche St. Nikolaus in Wendelstein (Mittelfranken) (Diözese Eichstätt)
- 1964: Kirche Zum Guten Hirten in Nürnberg-Langwasser (Diözese Eichstätt)
- 1960–1965: Kirche Herz Jesu in Pegnitz (Erzdiözese Bamberg)
- 1962–1965: Kirche St. Michael in Königstein (Erzdiözese Bamberg)
- 1966: Kirche St. Otto in Nürnberg-Laufamholz (Erzdiözese Bamberg), Sichtbeton bzw. Beton-Elementgefüge
- 1962–1967: Kirche St. Bonifaz in Nürnberg (Erzdiözese Bamberg)
- 1963–1967: Christ-König-Kirche in Ansbach, Rügländer Viertel, Josef-Fruth-Platz (Erzdiözese Bamberg; unter Denkmalschutz)
- 1964–1967: Kirche St. Josef in Altötting (Diözese Passau), ortsnaher Nagelfluh[4]
- 1965–1967: Kirche St. Josef in Nürnberg (Erzdiözese Bamberg)
- 1964–1968: Kirche St. Peter und Paul in Schwabach, Werkvolkstraße 16 (Diözese Eichstätt; unter Denkmalschutz), unverblendetes Natursteinmauerwerk als Ausfachung des Stahlbetonrahmens
- 1968–1970: Kirche Verklärung Christi in Nürnberg (Erzdiözese Bamberg)
- 1969–1972: Kirche Mariä Unbefleckte Empfängnis in Eckenhaid (Erzdiözese Bamberg)
- 1979: Kirche St. Benedikt in Nürnberg (Erzdiözese Bamberg)
- 1985–1986: Einbau der Hauskapelle des Caritas-Pirckheimer-Hauses in den ehemaligen unteren Nonnenchor der Stiftskirche St. Klara in Nürnberg (Erzdiözese Bamberg)[5]

sowie zahlreiche Erweiterungen, Umbauten und Renovierungen

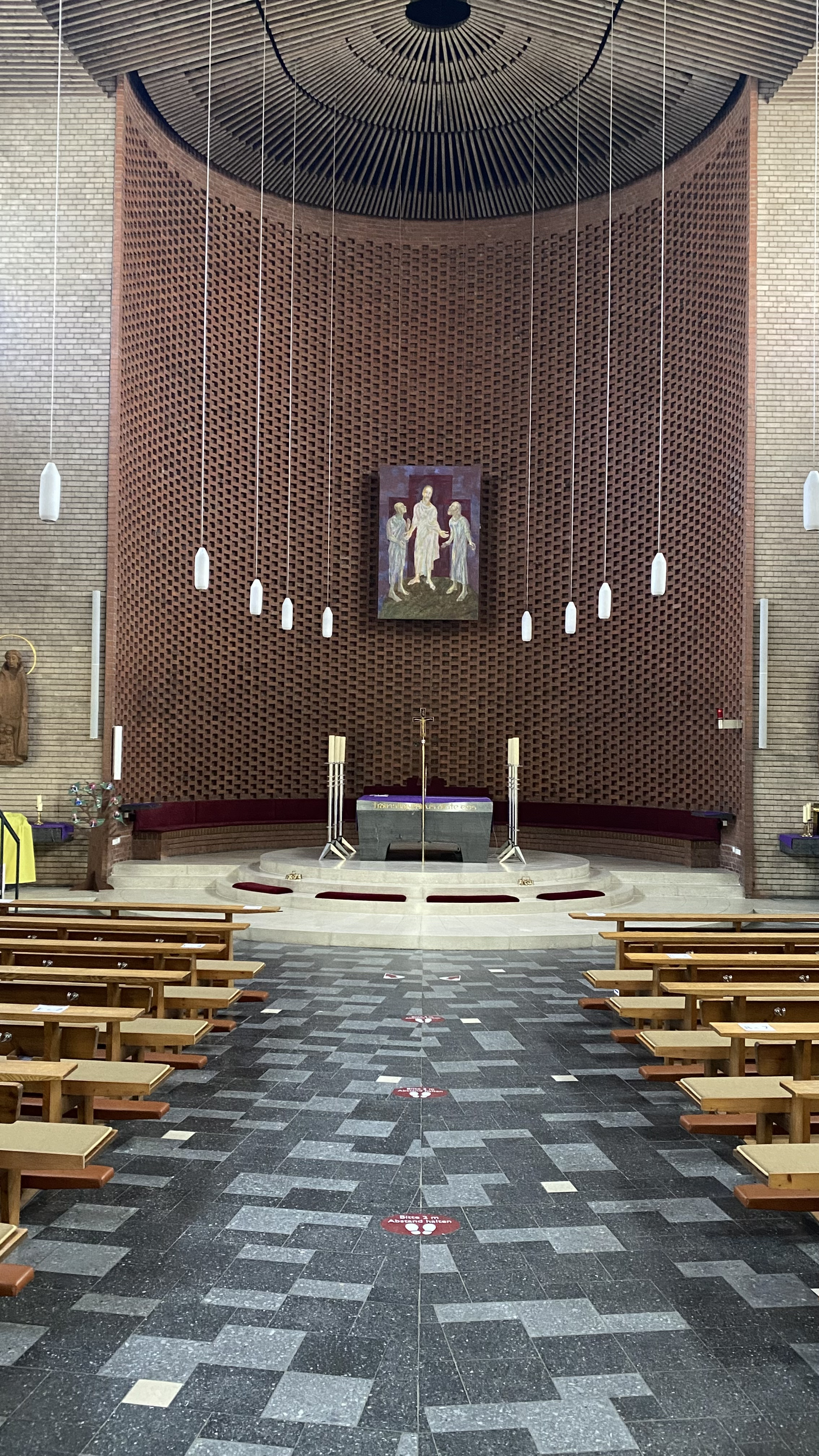
Pfarrkirche Verklärung Christi in Forchheim (Foto: Martin Ortmeier)
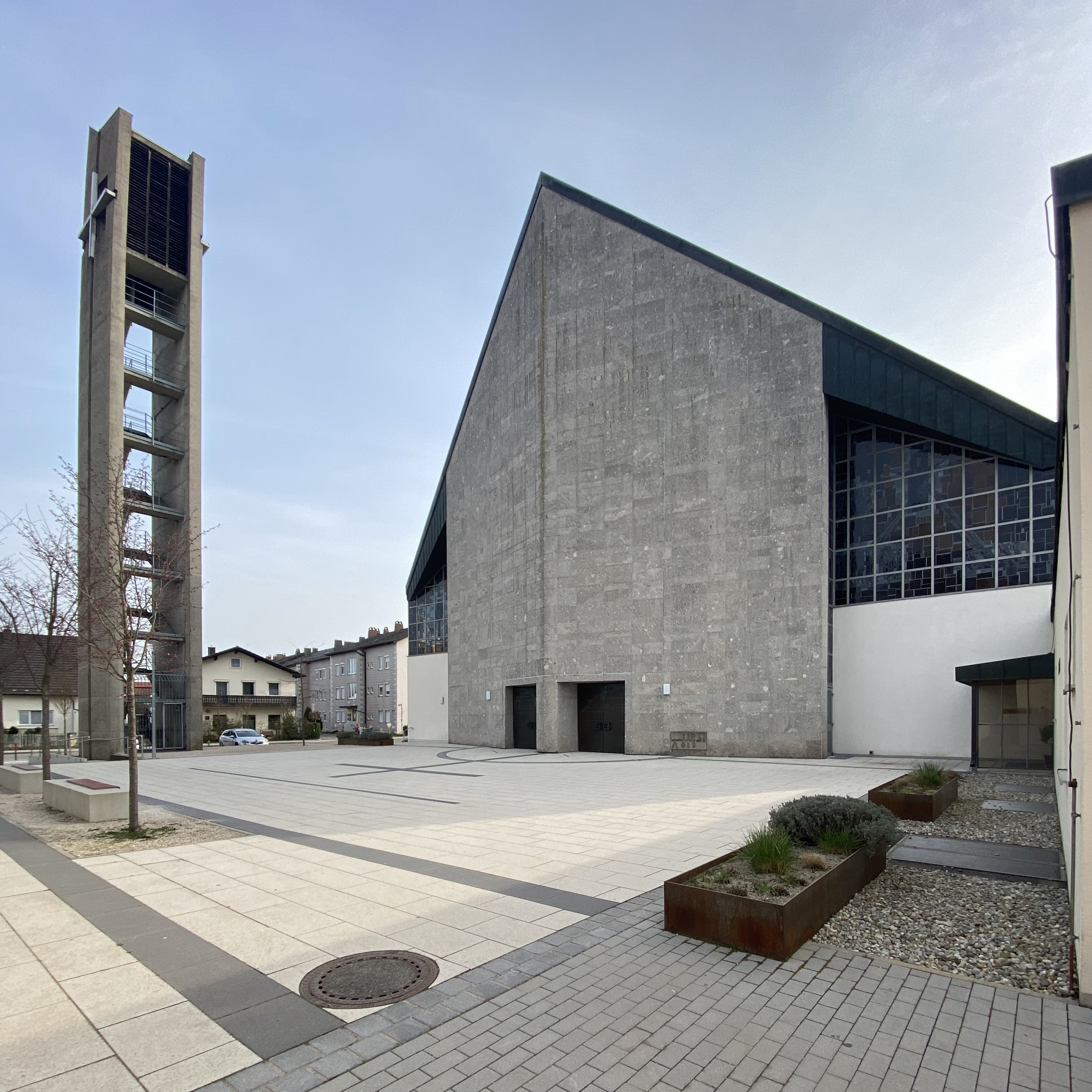
Pfarrkirche St. Josef in Altötting (Foto: Martin Ortmeier)
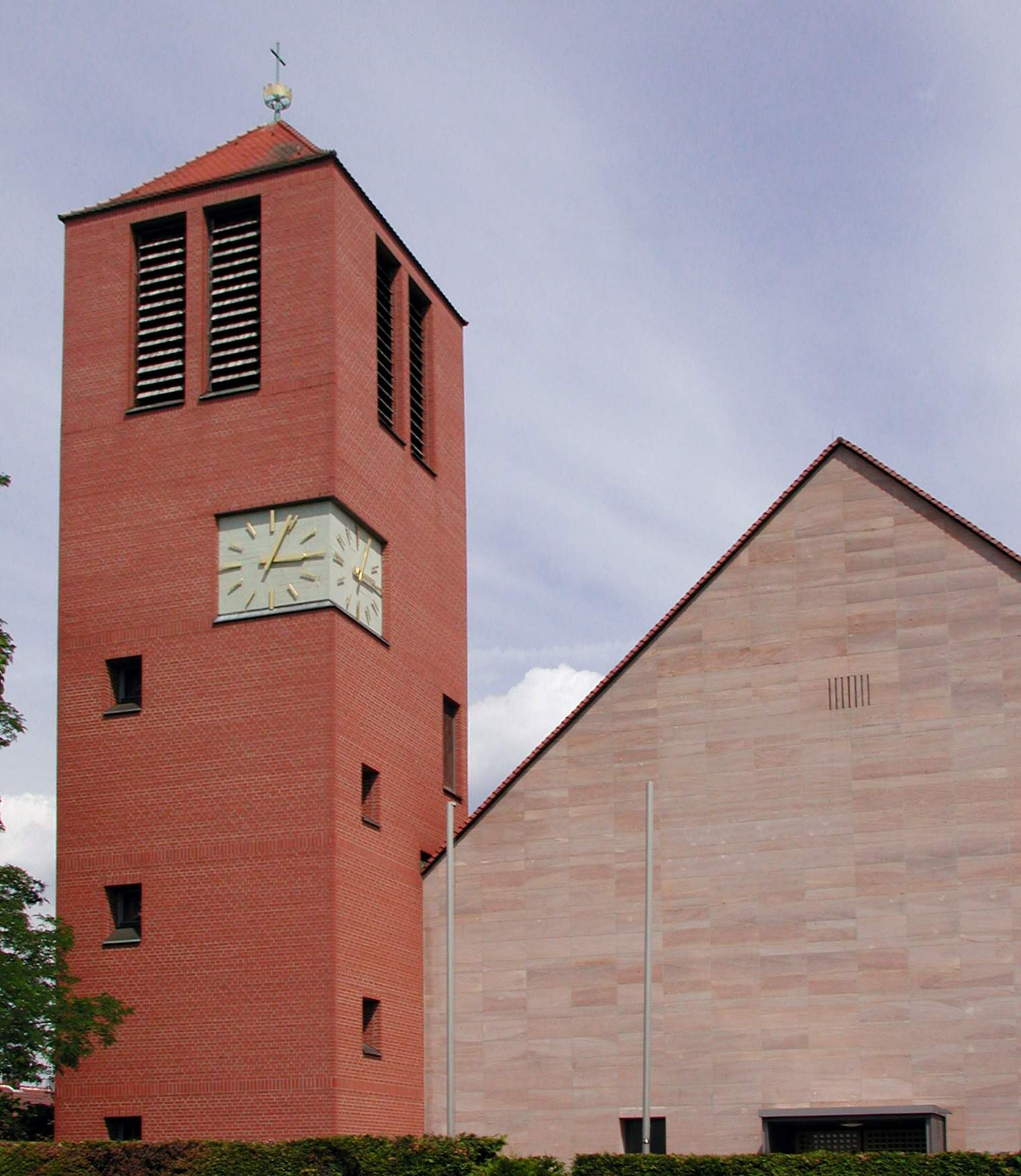
Kirche Maria Königin in Kornburg
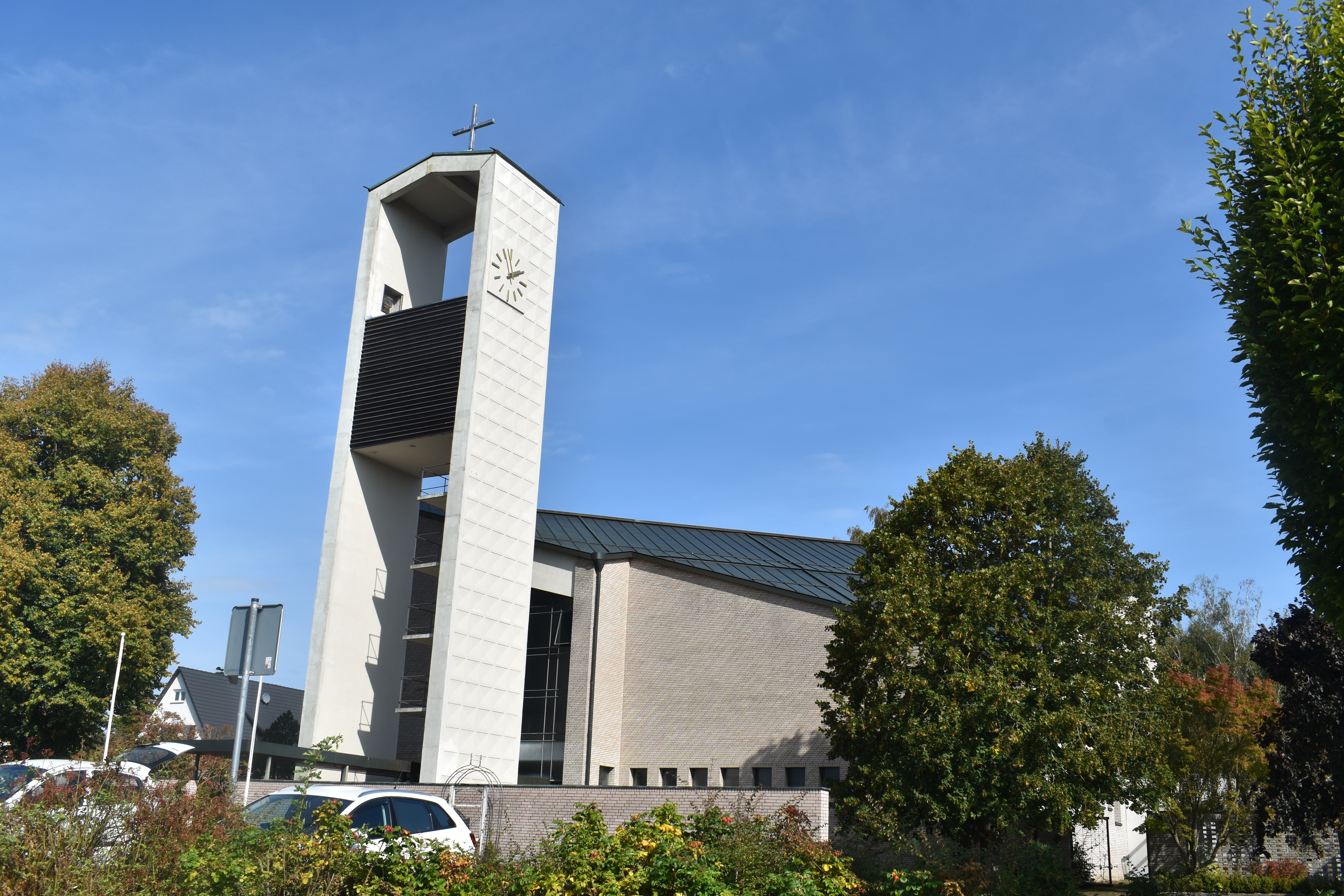
Kirche Heilig Geist in Wassertrüdingen
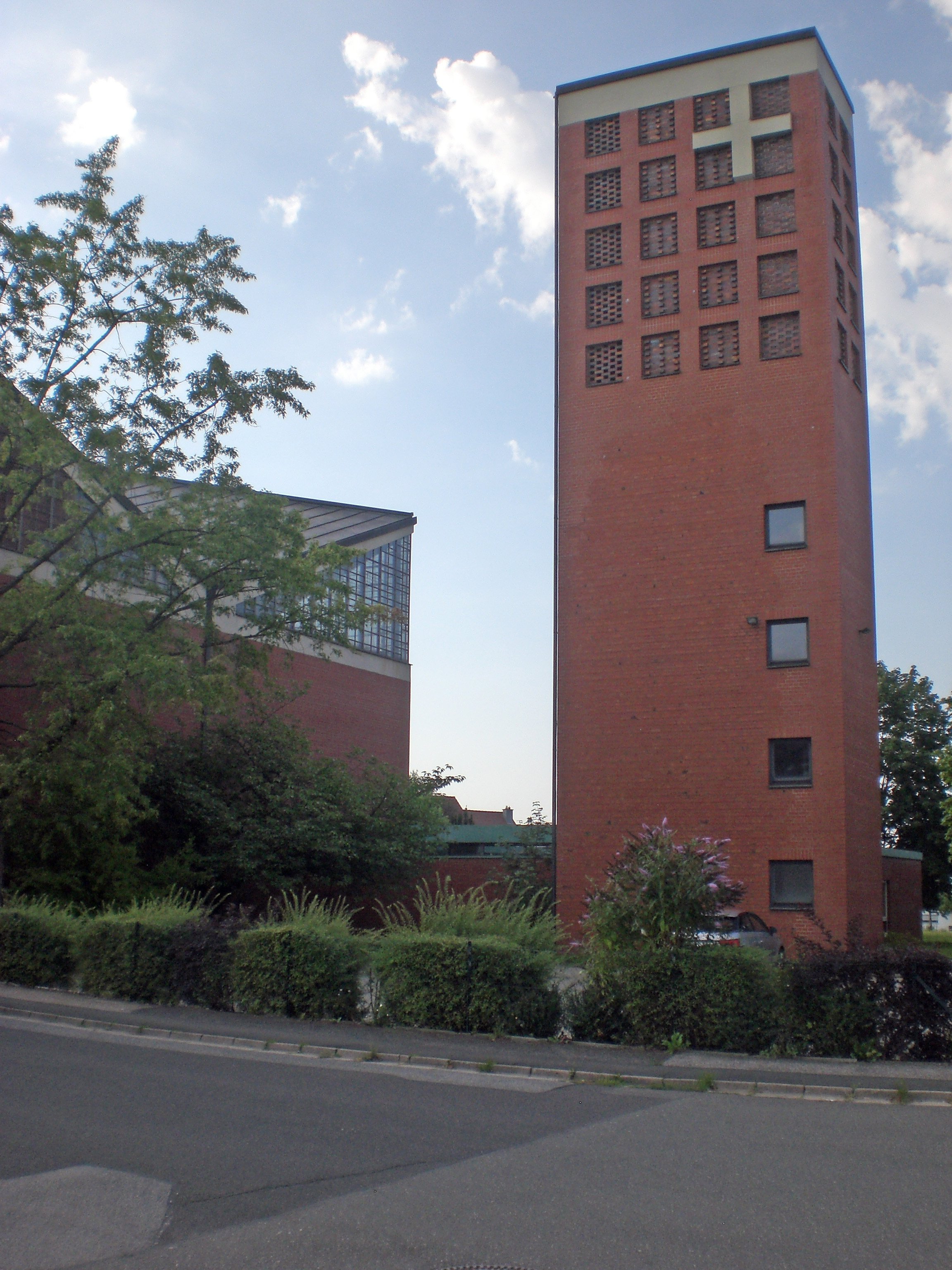
Kirche Christkönig in Burgthann
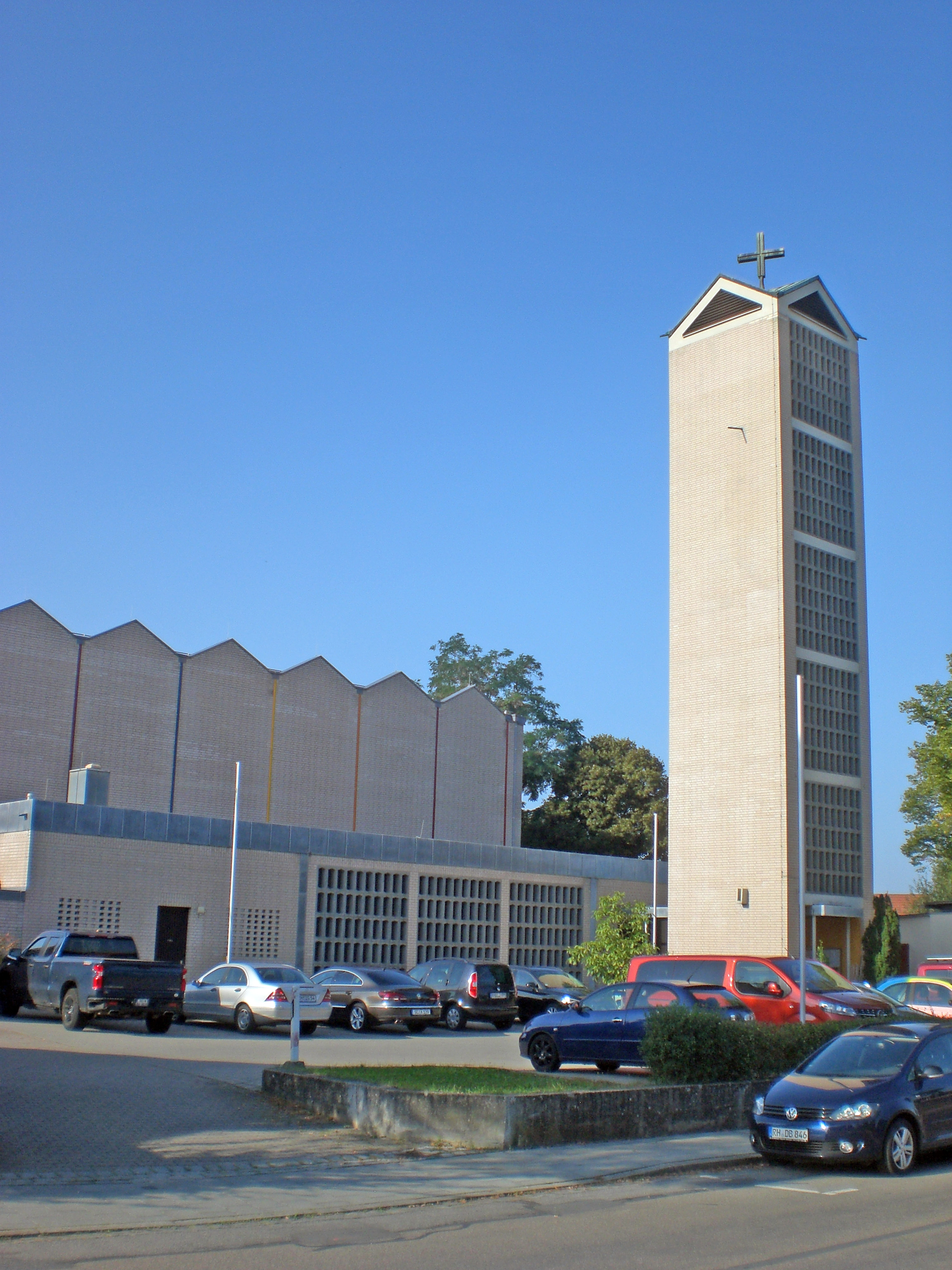
Kirche St. Nikolaus in Wendelstein
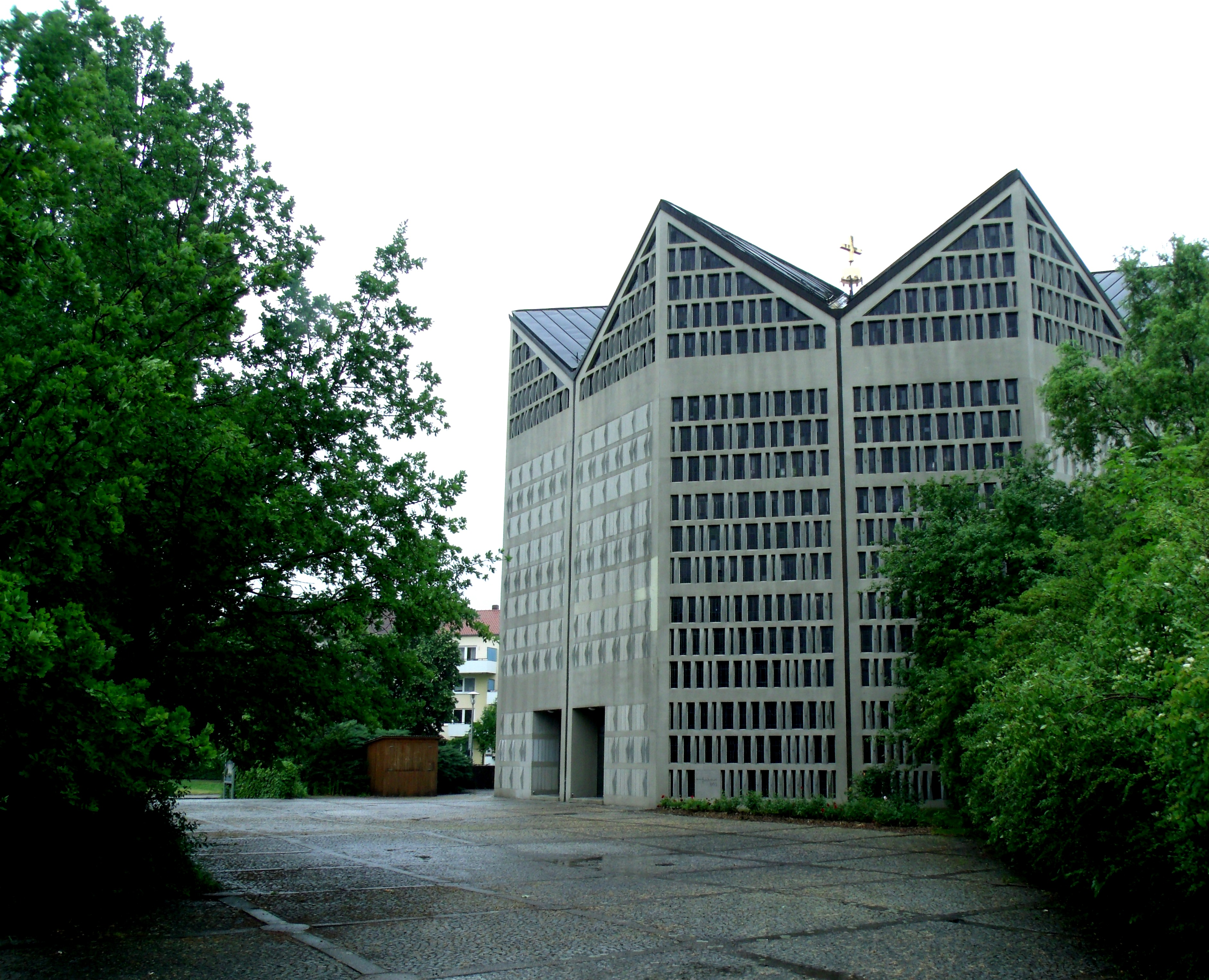
Christ-König-Kirche in Ansbach